# Carl Ludwig Engel

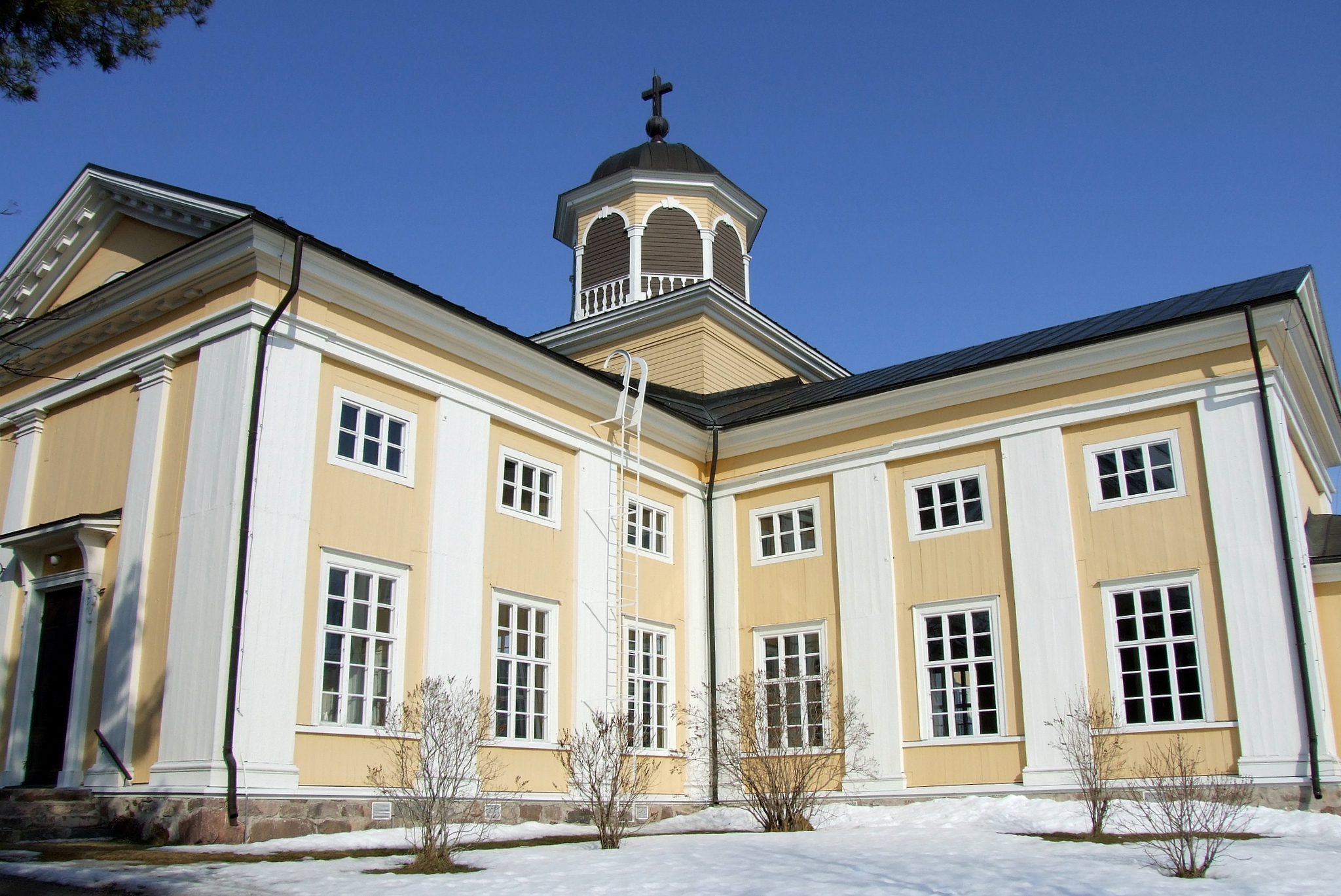
Kostel Liminka

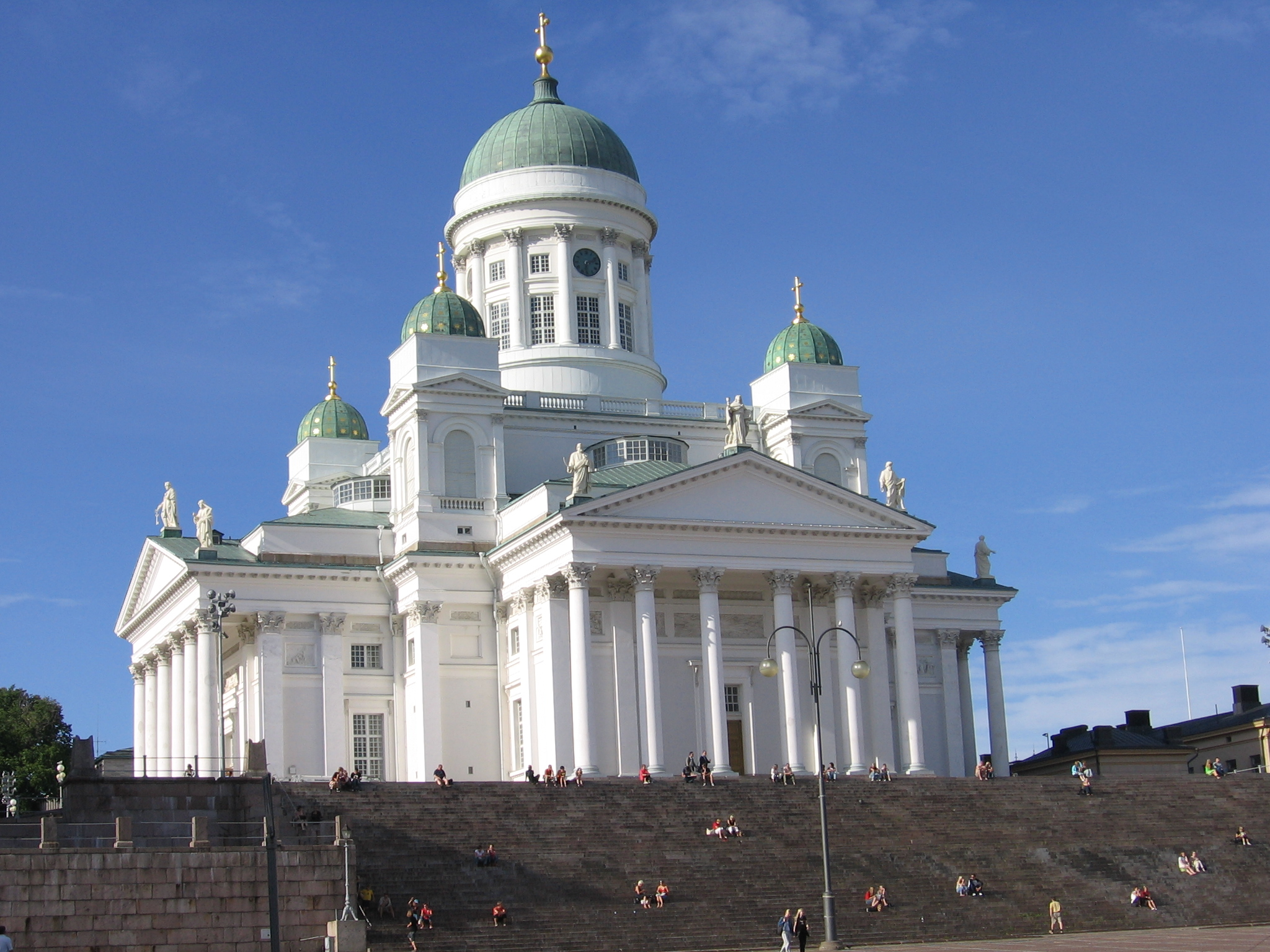
Katedrála v Helsinkách

Johann Carl Ludwig Engel (3. července 1778, Berlín – 14. května 1840, Helsinky) byl německo-finský architekt a malíř.

## Životopis
Carl Ludwig Engel byl synem berlínského stavitele a v letech 1800–1804 studoval architekturu na místní stavební akademii. Vstoupil do ruských služeb a v roce 1809 se stal městským stavitelem v Revelu (Tallinu) a poté šéfem stavební komise v tehdy ruských Helsinkách. V roce 1824 se stal hlavním intendantem výstavby ve finském velkovévodství.
Engel byl vedle Aalta nejvýznamnějším architektem ve Finsku. Řada jeho návrhů byla dokončena nebo realizována až po jeho smrti.

## Dílo (výběr)
- kostel Sankt Marien, 1801–1804
- hvězdárna, Turku, 1818
- Kiseleff-Haus, Helsinky, 1816 až 1818
- panský dvůr Moisio, Elimäki, 1820
- Senátní náměstí v Helskinkách se zámkem státní rady 1822, hlavní budova univerzity 1832, Dóm (Tuomiokirkko) 1830–1852 a univerzitní knihovna 1845
- radnice, Lappeenranta, 1829
- dřevěný kostel Kittilä, 1831
- zvonice Ahlainen, 1832
- radnice, Pori, 1839 bis 1841
- radnice, Kokkola, 1841
- Kirche, Luumäki, 1845
- zvonice kostela Hollola, Hollola, 1848
- kostel Liminka, 1826
- kostel Säkkijärvi (Karélie), 1833
- Dóm Lapua, 1827
- pošta a celnice Eckerö, Åland, 1828
- ortodoxní kostel sv. Mikuláše, Suistamo (Karélie), 1844
- Kostel Oulu, 1845
- stavební plány pro Turku (1828), Tampere (1830), Hämeenlinna (1831), Porvoo (1832), Jyväskylä (1833) a Mikkeli (1837)